# Lennoxtown
Lennoxtown (Schots-Gaelisch: Baile na Leamhnachd) is een plaats in East Dunbartonshire, Schotland en ligt hemelsbreed nog geen twaalf kilometer van het centrum van Glasgow af. In 2020 was het inwoneraantal 4.260.

## Geboren
- Marie Lawrie (Lulu) (3 november 1948), Schots zangeres.
- Alex Ferns (13 oktober 1968), acteur

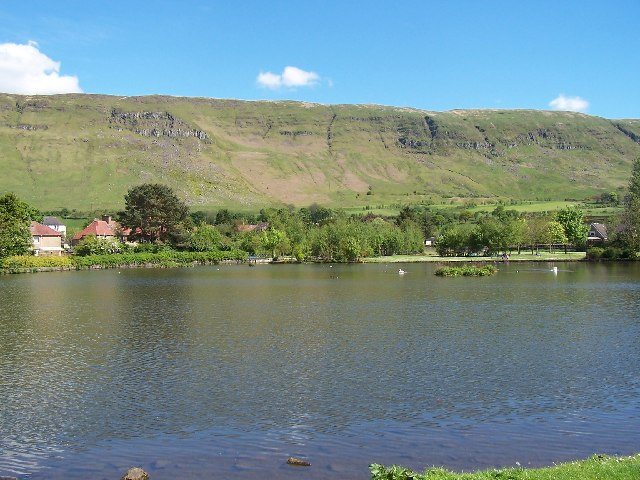
Lennoxtown Dam